# Йоан Михаил
Йоан Михаил (на гръцки: Ιωάννης Μιχαὴλ) е възрожденски зограф от XIX век, представител на Хионадеската школа, един от най-големите майстори, работили в Македония.

## Биография
Роден е в голямото грамоско влашко село Хионадес. Заселва се в битолското село Търново и изписва серия църкви в района. Най-старият запазен надпис от него е в храма „Свети Архангел Михаил“ в Оптичари от 1838 година. Там той се подписва като Йоан Михаил и казва, че се е преселил от епирското село Хионадес в Търново. Във втората четвърт на XIX век изписва и оставя подписа си в десетина църкви в Битолско и Леринско.
В 1936 година работи във велушинската базилика „Успение Богородично“ като прерисува повредената живопис във вътрешността на храма. В долната зона Йоан Зограф изписва отделни изображения на светци в цял ръст. В горната са композиции със сцени от живота и страданията на Исус Христос. Забележителна е живописта на източната стена на нартекса, където тя е под формата на икони, като своеобразен „стенен иконостас“ с допоясни изображения на Исус Христос, Света Богородица с Христос и Свети Йоан Кръстител.
В 1844 година заедно с Михаил Зограф от Хионадес с парите на Аврам и Божин, изписва „Свети Димитър“ в Битуша. Ктиторският надпис гласи:
| „ | 1837 / (Ίγέρθη έκ βάθρων). Ίστο(ρήθη ό ναός ούτος τοϋ μεγαλομάρτυρος) / Δημητρίου (τοϋ μυροβλήτου Κ. άρχειρεύς) Γεράσιμος / (καί εφημέριος Παπακυ) ήλΐαζ. Ιστορηθεις δε (διά χειρός Ιωάννου) / και μηχαήλ χιοναδίτε και / καταγόμενοι (εκ τουρνούβου) / και επητροπεύοντος κύριος άβραάμ και / ό / ηός αυτοΰ μποζην (και της χώρας) καλουμενης μπιτούσια / δι εξόδων. / εν Ιτει. 1844 Ιουλίω: 15: τέλος. | “ |

В 1847 година Йоан Зограф изписва църквата „Света Петка“ в Скочивир.
В 1848 година Йоан Зограф отново работи във Велушина, като изписва Велушинския манастир „Свети Георги“, за което свидетелства зографски надпис. В долния пояс обичайно са изобразени светци в цял ръст. В горните партии са сцените с Христовото житие и страдания. Забележителни са сцените от детството и успението на Света Богородица както и Богородичния Акатист. В полукръглия свод в медальони са изрисувани допоясни изображения на Свети Йоан Кръстител, Христос Емануил, Христос Пантократор, Христос и Светият дух. Стилът на Йоан Зограф на много места прави връзка между традиционната поствизантийска иконография и нови решения в духа на западното изкуство. Няколко икони на иконостаса също са на Йоан Зограф.